# Kompania graniczna KOP „Nowomalin”
Kompania graniczna KOP „Nowomalin” – pododdział graniczny Korpusu Ochrony Pogranicza pełniący służbę ochronną na granicy polsko-radzieckiej.

## Formowanie i zmiany organizacyjne
Na podstawie rozkazu szefa Sztabu Generalnego L. dz. 12044/O.de B./24 z 27 września 1924, w pierwszym etapie organizacji Korpusu Ochrony Pogranicza, sformowano 3 batalion graniczny, a w jego składzie 29 kompanii granicznej „Nowomalin”. 5 lutego 1925 pododcinek nr 29 przejęła kompania nowo sformowanego 11 batalionu granicznego.
W 1939 3 kompania graniczna KOP „Nowomalin” podlegała dowódcy batalionu KOP „Ostróg”.

## Służba graniczna
Podstawową jednostką taktyczną Korpusu Ochrony Pogranicza przeznaczoną do pełnienia służby ochronnej był batalion graniczny. Odcinek batalionu dzielił się na pododcinki kompanii, a te z kolei na pododcinki strażnic, które były „zasadniczymi jednostkami pełniącymi służbę ochronną”, w sile półplutonu. Służba ochronna pełniona była systemem zmiennym, polegającym na stałym patrolowaniu strefy nadgranicznej i tyłowej, wystawianiu posterunków alarmowych, obserwacyjnych i kontrolnych stałych, patrolowaniu i organizowaniu zasadzek w miejscach rozpoznanych jako niebezpieczne, kontrolowaniu dokumentów i zatrzymywaniu osób podejrzanych, a także utrzymywaniu ścisłej łączności między oddziałami i władzami administracyjnymi. Miejscowość, w którym stacjonowała kompania graniczna, posiadała status garnizonu Korpusu Ochrony Pogranicza.
3 kompania graniczna „Nowomalin” w 1934 ochraniała odcinek granicy państwowej szerokości 23 kilometrów 393 metrów. Po stronie sowieckiej granicę ochraniały zastawy „Słobódka”, „Kamionka” i „Kuniów” z komendantury „Kuniów” .
Wydarzenia:
- W meldunku sytuacyjnym z 21 stycznia 1925 napisano:

19 stycznia 1925 o godz. 1.00 w nocy we wsi Kuniów słyszano po bolszewickiej stronie wybuchy 12 granatów, strzały karabinowe oraz zauważono pożar, który po chwili stłumiono. Podczas tego incydentu we wsi doszło do paniki, słyszano krzyki i jęki ludzi, którzy biegali po wsi w samej bieliznie. Przyczyna wybuchów i strzałów nieznana.
- 21 stycznia 1925 o godz. 3.30 banda w sile dwunastu ludzi napadła od zachodu na folwark Dowgieliszki pod Bołotkowcami. Krążące na granicy patrole ze strażnicy nr 115 zaalarmowane strzałami posterunku odpędziły bandę, która umknęła w lasy Nowomalińskie w kierunku na Buszczę, silnie się ostrzeliwując[11].
- Zaalarmowany pożarem w Swiate dowódca kompanii kpt. Bolesławski, będąc w tym czasie na odcinku z własnej inicjatywy zamknął granicę. Złożył meldunek, że mogła to być część tej samej bandy, która napadła na folwark Swiate lub inna banda, ponieważ nie widziano u niej zrabowanych koni[11].
- W nocy z 21 na 22 stycznia część bandy w rejonie ochranianym przez kompanię próbowała przekroczyć granicę kierując się przez Podobankę na Stójło, ale napotkała polski patrol. Po krótkiej strzelaninie uciekając na zachód skryła się w lasach[12].

Kompanie sąsiednie:
- 1 kompania graniczna KOP „Kurhany” ⇔ 1 kompania graniczna KOP „Malinów” – 1928[13], 1929[14], 1931[9] , 1932[15], 1934[16], 1938[17]

## Struktura organizacyjna kompanii

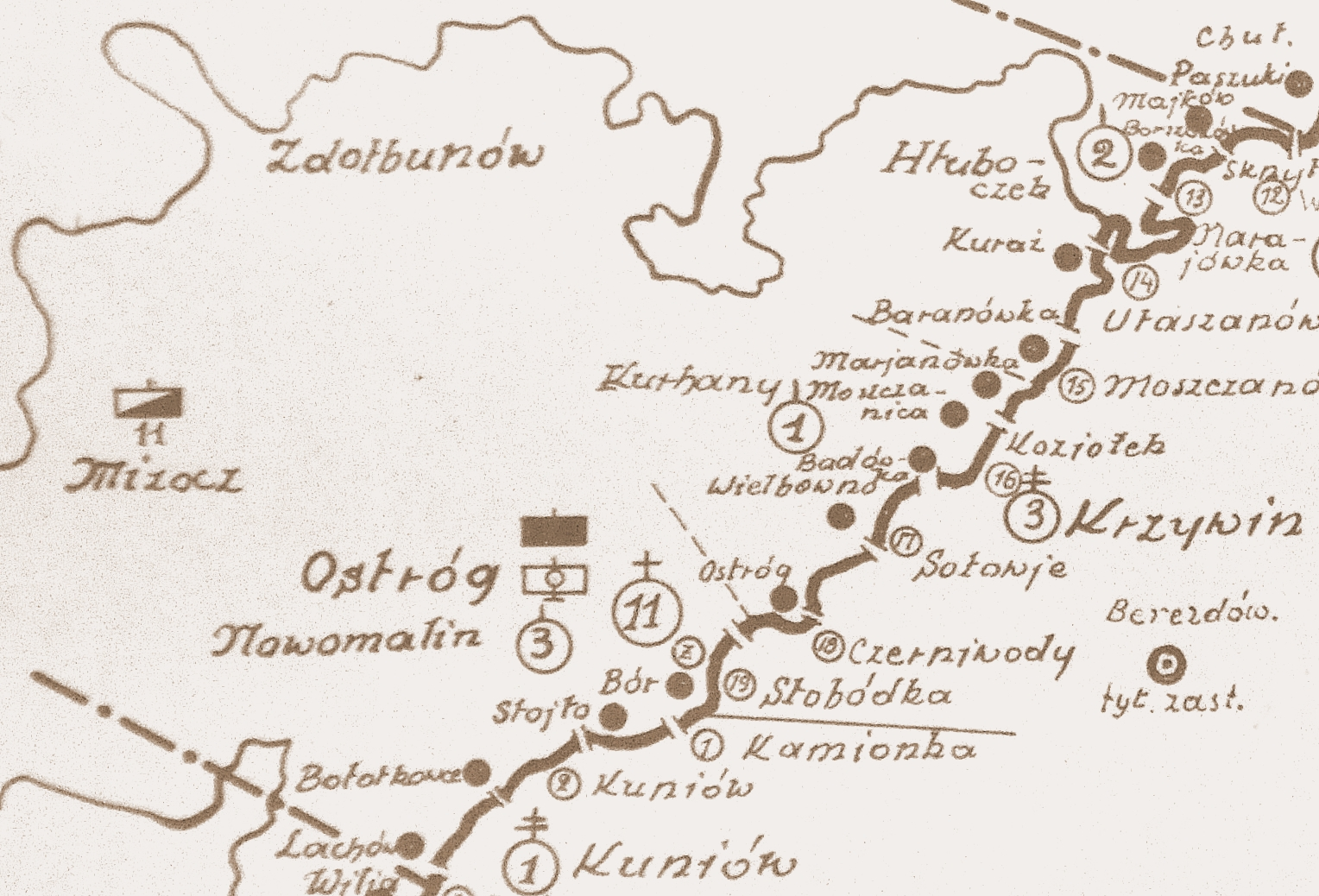
Rozmieszczenie batalionu KOP „Ostróg” w 1931

Strażnice kompanii w latach 1928 – 1934 
- 113 strażnica KOP „Bór”[d][e]
- 114 strażnica KOP „Stójło”[f][g]
- 115 strażnica KOP „Bołotkowce”[h]
- 116 strażnica KOP „Lachów”[i]

Strażnice kompanii w 1938
- strażnica KOP „Bór”
- strażnica KOP „Bołotkowce”

Organizacja kompanii 17 września 1939:
- dowództwo kompanii
- pluton odwodowy
- 1 strażnica KOP „Bór”
- 2 strażnica KOP „Bołotkowce”

## Dowódcy kompanii
- kpt. Bolesławski (był I 1925)[22]
- kpt. Ludwik Nowakowski (był IX 1928 – 17 VII 1929 → przydzielony do Biura Personalnego MSWojsk. )[23]
- kpt. Henryk Skaczyła (2 VIII 1929 – )[23]
- kpt. Karol Nałęcki (4 IV 1932 – 17 III 1934 → przeniesiony do 5 pp Leg.)[23]
- kpt. Zygmunt Barcik (27 III 1934 – )[23]
- kpt. Franciszek Emil Schubert (był VI 1939)[24]